# Les Fantômes du chapelier
Les Fantômes du chapelier és una pel·lícula dirigida per Claude Chabrol estrenada el 1982.
L'acció d'aquesta pel·lícula segueix de manera molt estricta la de la novel·la homònima de Georges Simenon de la qual està treta. Ha estat simplement desplaçada de La Rochelle a Concarneau. Algunes escenes han estat rodades a Quimper. Com ho testimonia el cartell de la pel·lícula Ben-hur en un carrer de la ciutat, l'acció es desenvolupa al començament dels anys 1960.

## Argument
Léon Labbé, un burgès de Concarneau, té una botiga de barrets davant un sastre d'origen armeni, Kachoudas. Aquest últim segueix el barretaire en les seves peregrinacions.
Acaba per adonar-se que és l'estrangulador de velles que castiga a la regió des de fa dos mesos. Kachoudas renuncia a denunciar-ho i cau malalt. Labbé li acaba reconeixent la raó dels seus crims: ha assassinat la seva dona i, per amagar el seu crim, li cal eliminar totes les amigues de la seva esposa, ja que aquestes esperaven retre-li visita el seu pròxim aniversari. Mentre que Labbé està a punt de matar la seva última víctima, aprèn que aquesta, malalta, ha mort quinze dies abans. En el mateix temps, Kachoudas mor. Però Labbé sempre és agitat per pulsions de mort. Escanya la seva minyona, després una prostituta coneguda, al costat de la qual, ebri, s'adorm… Al matí, és descobert i el detenen.

## Repartiment
- Michel Serrault, Léon Labbé, el barretaire
- Charles Aznavour, Kachoudas, el sastre
- Monique Chaumette, Sra. Labbé, el fantasma
- François Cluzet, Jeantet, el periodista
- Aurore Clément, Berthe, la prostituta
- Isabelle Sadoyan, Alice Kachoudas, la dona del sastre
- Jean Champion, el senador Laude
- Bernard Dumaine, Arnoult
- Victor Garrivier, el doctor Chaudreau
- Mario David, el comissari Pigeac
- Robert Party, l'inspector Caille
- Fabrice Ploquin, Valentin
- Christine Paolini, Louise Chapus
- Nathalie Mayat, Esther
- Marcel Guy, Gabriel
- Jean-Claude Bouillaud, el pare de Louise
- Jean Leuvrais, Lambert

## Al voltant de la pel·lícula
Simenon havia escrit el 1947 una novel·la titulada Le Petit Tailleur i le chapelier. Va reprendre el tema l'any següent, modificant el final, sota el títol Bénis soient les humbles la traducció anglesa de la qual li va valer un premi del mensual «Ellery Queen's Mystery Magazine». La novel·la que va publicar el 1949 sota el títol Les Fantômes du chapelier ofereix un tercer desenllaç, que ha respectat Chabrol.
Michel Serrault no és la primera vegada que ha interpretat un barretaire, va ser en un registre còmic, a La Tête du client, disset anys abans.